# Flugplatz Brand

i7
i11
i13
Der ehemalige Flugplatz Brand befindet sich etwa 60 Kilometer südlich des Zentrums und etwa 35 Kilometer südlich der Stadtgrenze von Berlin bei Briesen/Brand, einem südlichen Ortsteil der Gemeinde Halbe. Er entstand aus einem 1938 eingerichteten Fliegerhorst für die Luftwaffe der Wehrmacht. Nach dem Abzug der sowjetischen Streitkräfte im Jahr 1990 und der Übergabe des Geländes an die deutschen Behörden kaufte das Unternehmen Cargolifter AG das Areal im Jahr 1998. Im Jahr 2000 eröffnete Cargolifter auf dem Gelände die größte freitragende Werfthalle der Welt, um in dieser Lastenluftschiffe zu konstruieren. Nach der Insolvenz von CargoLifter im Jahr 2002 wurde die Luftschiffhalle an einen Investor aus Malaysia verkauft, der in der Halle seit dem Jahr 2004 einen tropischen Freizeitpark mit dem Namen Tropical Islands betreibt.

## Anfahrt
Der von der Gruppe der Sowjetischen Streitkräfte in Deutschland (GSSD) bis 1990 genutzte Flugplatz ist von der Bundesautobahn 13 (Anschlussstelle Staakow) kommend, auf der Landesstraße 711, die von der Autobahn vorbei an Brand in Richtung Nordosten nach Krausnick führt, zu erreichen.
Mit der Bahn ist die Anlage über den Bahnhof Brand an der Bahnstrecke Berlin–Görlitz erreichbar.

## Geschichte

### 1938–1945: Fliegerhorst der Luftwaffe der Wehrmacht
Der Flugplatz Brand war als Fliegerhorst Briesen ein Fliegerhorst der Luftwaffe. 1938/39 baute man für die Flieger eine Kasernenanlage und zu Versorgungszwecken Anschlussgleise vom Bahnhof Brand. Bereits 1939 erhielt Brand eine 1000 m lange Gras-Start- und Landebahn. Der so zu einem Flugplatz erweiterte Horst wurde als Landeplatz einklassifiziert. Es waren keine aktiven fliegenden Einheiten hier stationiert. Von 1939 bis 1942 war er Ausbildungsflugplatz des Flieger-Ausbildungs-Regiments 82, der späteren FFS A/B 82 (Flugzeugführerschule Pretzsch) und bis September 1944 der Flugzeugführerschule A/B 3 Guben. Für die Flugzeugführerschulen wurde eigens ein Schulgebäude errichtet.

### 1950–1992: Frontbomberbasis der sowjetischen Luftstreitkräfte
Weiternutzung und Ausbau durch die Luftstreitkräfte der Sowjetischen Streitkräfte
Die sowjetischen Streitkräfte, die nach dem Ende des Zweiten Weltkriegs als Besatzung in Deutschland verblieben, erweiterten den kleinen Flugplatz 1950/1951 durch eine 2.500 m lange betonierte nördliche Haupt-Start- und Landebahn. Im Jahr 1958 kam noch eine weitere, 2000 m lange Piste als Begleitjägerstartbahn hinzu. Die sowjetischen Planer wendeten bei diesem Umbau ein im Ostblock verbreitetes Flugplatzschema an, in dem die Dezentralisierungsräume entfernt angeordnet wurden. Ein typisches Merkmal dieses Schemas ist: Ein 2000 m langer Rollweg, hier die Start- und Landebahn 15/33, führt quer von der Haupt-Start- und Landebahn 09L/27R weg und verlässt das zentrale Flugplatzgelände. Am Ende befindet sich eine Abstellanlage mit Sheltern sowie Lager- und Munitionsbunkern. In Brand wurden lediglich kleine befestigte Abstellflächen geschaffen, deren Größe für Begleitjäger MiG-17 vorgesehen waren. In späteren Jahren wurden im Bereich der Abstellanlage ein Gefechtsstand sowie ein Sonderwaffenlager geschaffen, in dem nukleare Fliegerbomben für die jeweilig auf dem Flugplatz stationierten Flugzeugtypen bevorratet wurden.
Dieses Schema wurde in folgenden Ländern des Warschauer Pakts und anderen sozialistischen Staaten angewendet:
- VR Albanien: Gjadër, Kuçova
- DDR: Flugplatz Brand; Flugplatz Templin/Groß Dölln;  Flugplatz Welzow
- Estnische SSR: Ämari
- SR Slowenien: Cerklje
- ČSSR: Bechyně; Líně
- VR Ungarn: Kecskemét; Taszár

Ausbau der Flugplatz-Infrastruktur
- 1958: Errichtung einer Dezentralisierungszone an der südöstlichen 2.000 m langen Reserve-Start- und Landebahn
- 1969/70: Bau von 10 Flugzeugbunker (Typ AU-16/1, Bogendeckung aus Stahlbetonfertigteilen, Nutzfläche: 448 m², Abmessung [m]: 28 × 16 × 16, Funktion: Splitterschutzdeckung für Aufklärer/Frontbomber Jak-28)
- 1974: Bau einer Flugleitstelle
- 1975/76: Bau von 18 Flugzeugbunker (Typ AU-13, Bogendeckung aus Stahlbetonfertigteilen,
 Nutzfläche: 361 m², Abmessung [m]:28 × 12.6 × 6.9,
Funktion: Splitterschutzdeckung für Jagdbomber Su-7/Su-17)
- 1978: Bau weiterer 6 Flugzeugbunker (Typ AU-13)
- 1983: Bau einer gedeckten Wartungshalle (Typ AU-16, Bogendeckung aus Stahlbetonfertigteilen, Nutzfläche: 448 m², Abmessung [m]: 28 × 16 × 16)[4]
- 1990: Das Rufzeichen war "ЗВЕРОБОЙ" (ZWEROBOJ)
- 1992: Übergabe an die Bundesvermögensverwaltung
Anschließend wurden neue Wohngebäude, Geschäfte, Fahrzeugunterstände, Munitionsbunker und Kraftstofflager errichtet.

Einheitenübersicht
| Von        | Bis      | Einheit                                                            | Ausrüstung                |
| ---------- | -------- | ------------------------------------------------------------------ | ------------------------- |
| April 1945 | Mai 1945 | 71. Gw SchAP (Gardeschlachtfliegerregiment)                        | Il-2                      |
| 1951       | 1953     | 24. BAP (Bombenfliegerregiment)                                    | Il-28                     |
| 1953       | 1954     | 296. IAP (Jagdfliegerregiment)                                     | MiG-15                    |
| 1954       | 1956     | 80. BAK (Bombenfliegerkorps)                                       | Stab                      |
| 1954       | 1967     | 277. BAP                                                           | Il-28                     |
| ab 1954    |          | unbekannte Zieldarstellungseinheit                                 | Tu-6 (?) und Il-28        |
| 1967       | 1968     | 668. BAP                                                           | Jak-28                    |
| 1968       | 1989     | 116. IBAP (Jagdbombenfliegerregiment) später umbenannt in 116. BAP | MiG-17, Su-7 später Su-24 |
| 1989       | 1992     | 911. APIB (Fliegerregiment der Jagdbomber)                         | MiG-27                    |

### 1998–2002: Luftschiff-Ära

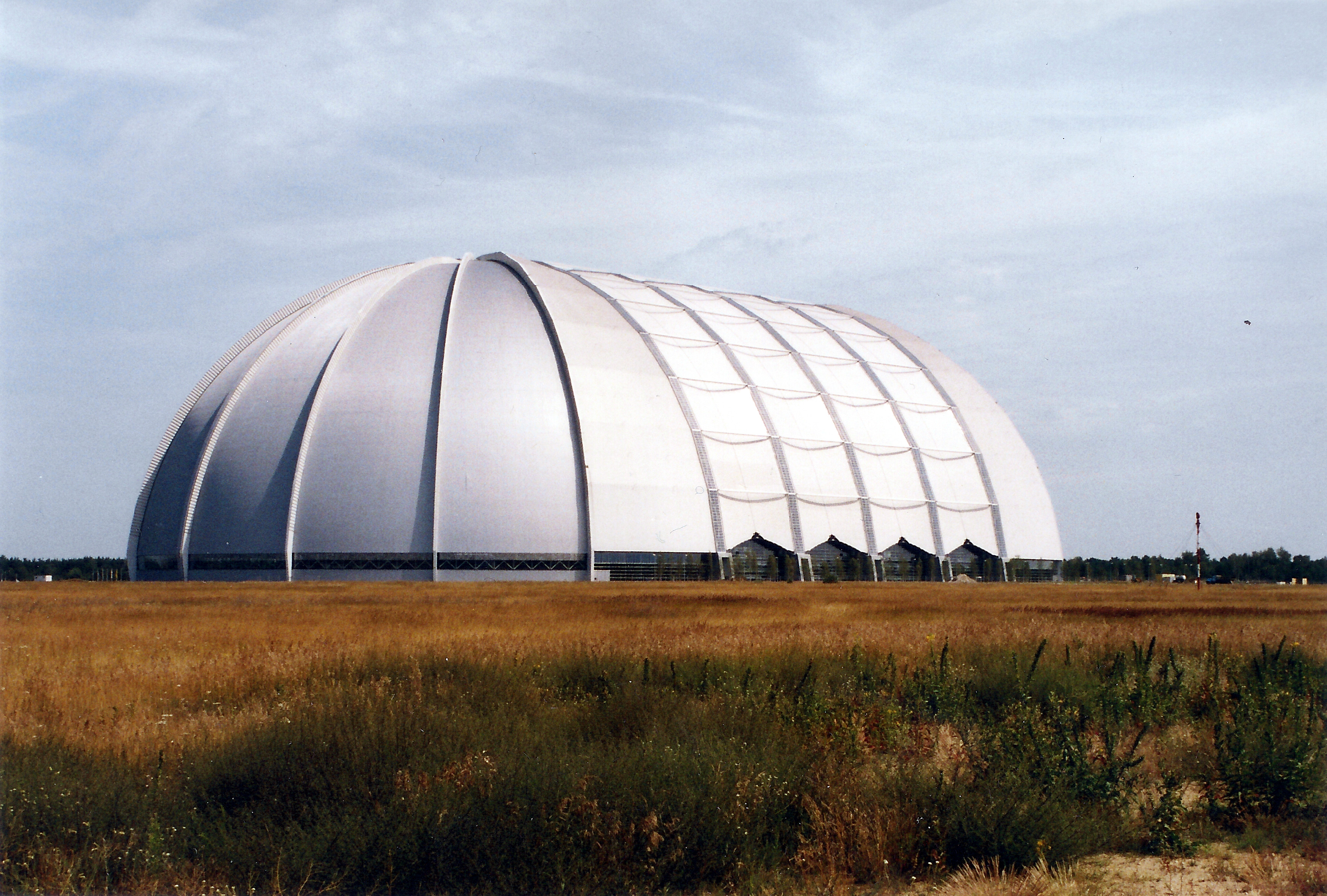
Die CargoLifter-Werfthalle

- 1. September 1996: Gründung der Cargolifter AG in Wiesbaden
- 1998: Kauf durch die CargoLifter AG und Rückbau der nördlichen Start- und Landebahn
- März 1999: Baubeginn der Werfthalle als größte freitragende Halle der Welt[6]
- 30. November 2000: Einweihung der Werfthalle
- 7. Februar 2002: Insolvenz der CargoLifter AG

### 2003–heute: Tropischer Freizeitpark

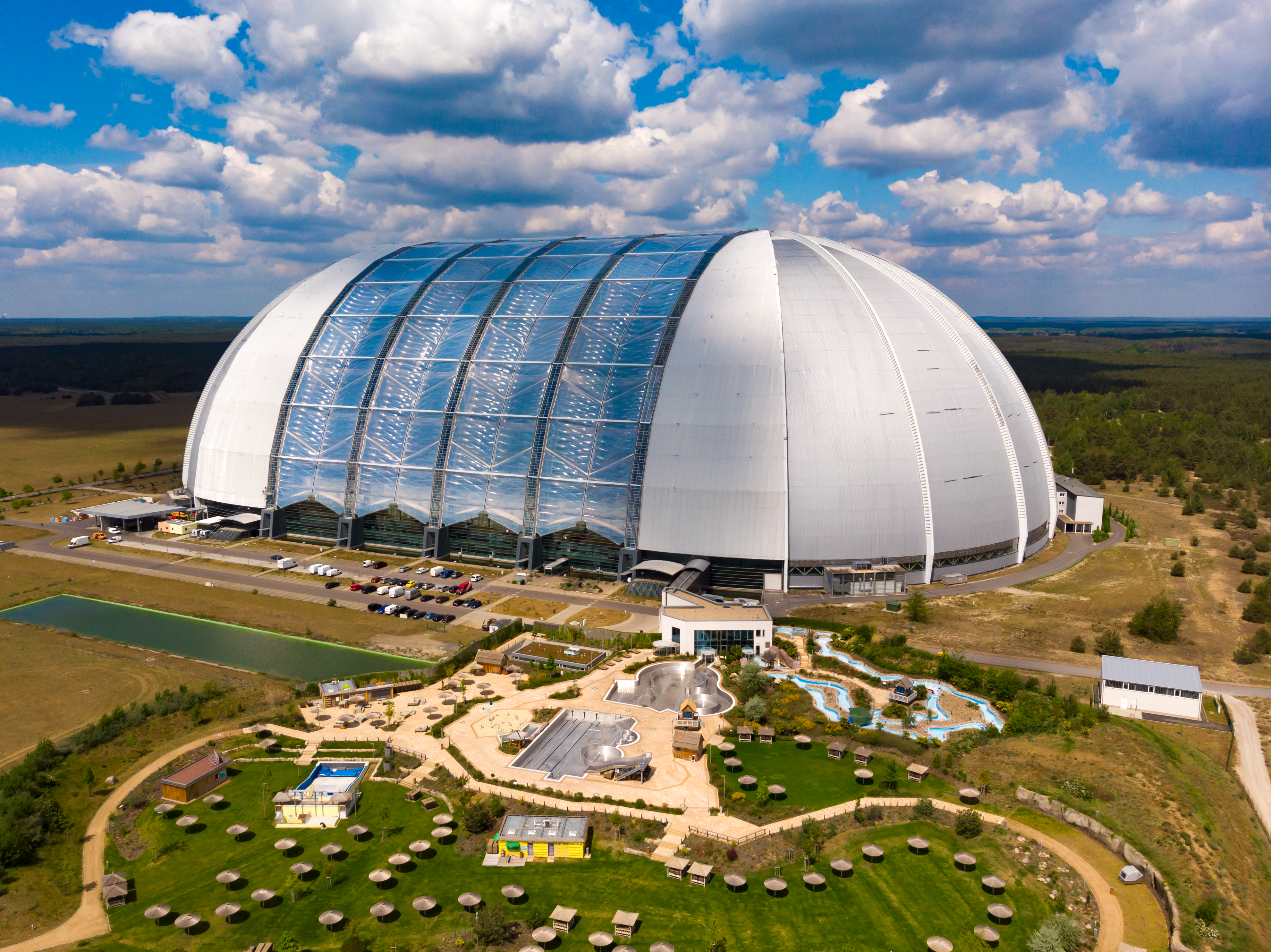
Tropical Islands

- 11. Juni 2003: Verkauf der Halle und eines Teils des umliegendem Geländes (500 ha), an den malaysischen Konzern Tanjong.
- 19. Dezember 2004: Eröffnung des Freizeitparks Tropical Islands.
- 29.–31. August 2008: Nutzung des westlichen Teils der verbliebenen Start- und Landebahn als Ziellandefeld im Rahmen der jährlich stattfindenden Flugrallye Rund um Berlin 2008.
- 15. Juli 2010: Gründung der Tropical-Wings [GmbH], mit dem Ziel in Zusammenarbeit mit Tropical Islands den Flugplatz Brand als Sonderlandeplatz zu reaktivieren.[7]
- Im Dezember 2018 wurde mitgeteilt, dass die Tanjong-Gruppe das Tropical Islands an das spanische Unternehmen Parques Reunidos verkaufen wird. Der Verkauf war im Februar 2019 abgeschlossen.[8]

## Galerie

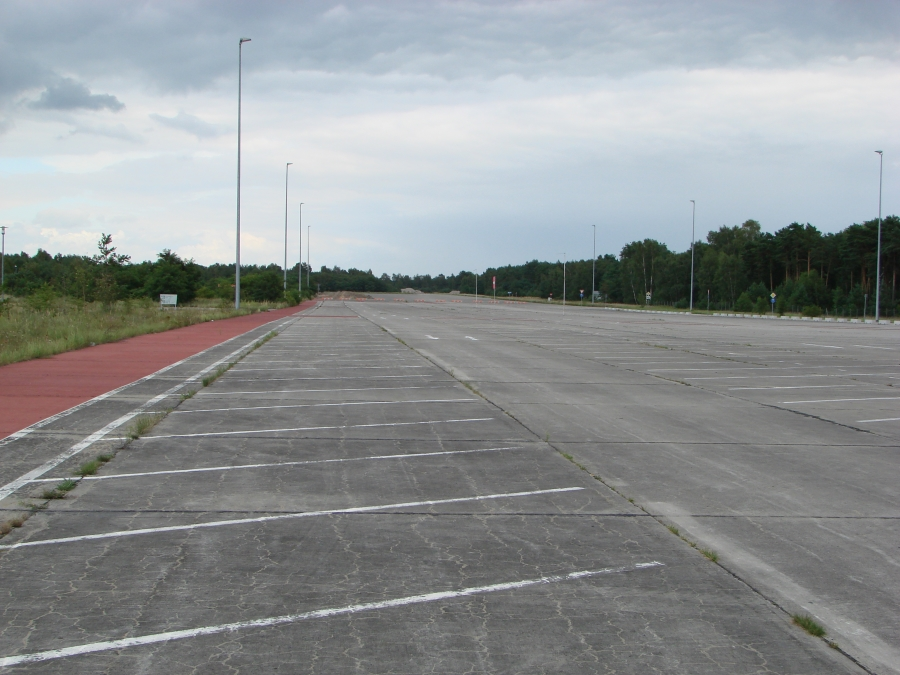
Ehemalige Landebahn, 2007
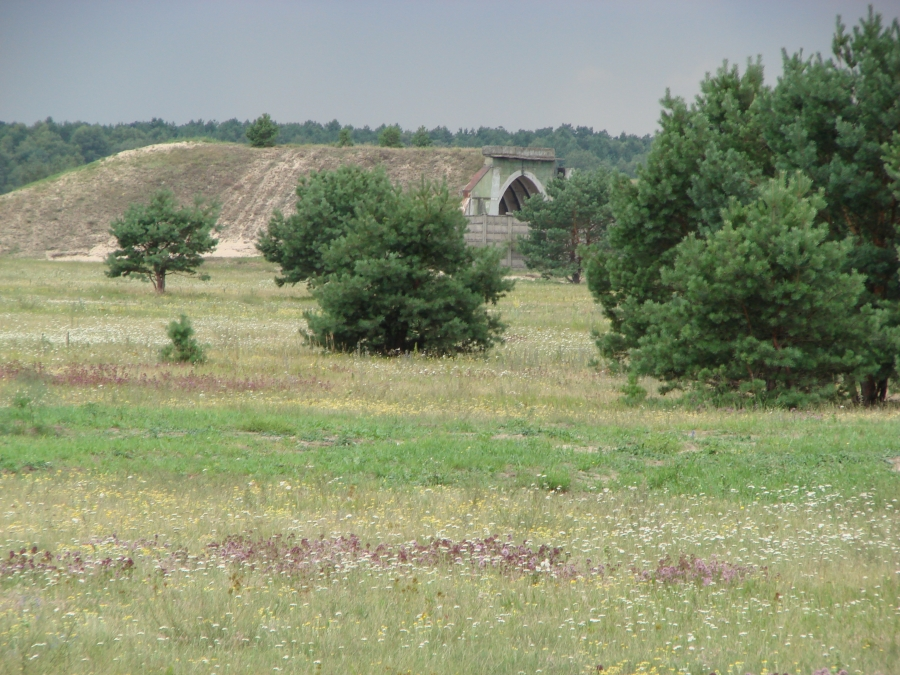
Nicht mehr genutzter Shelter, 2007
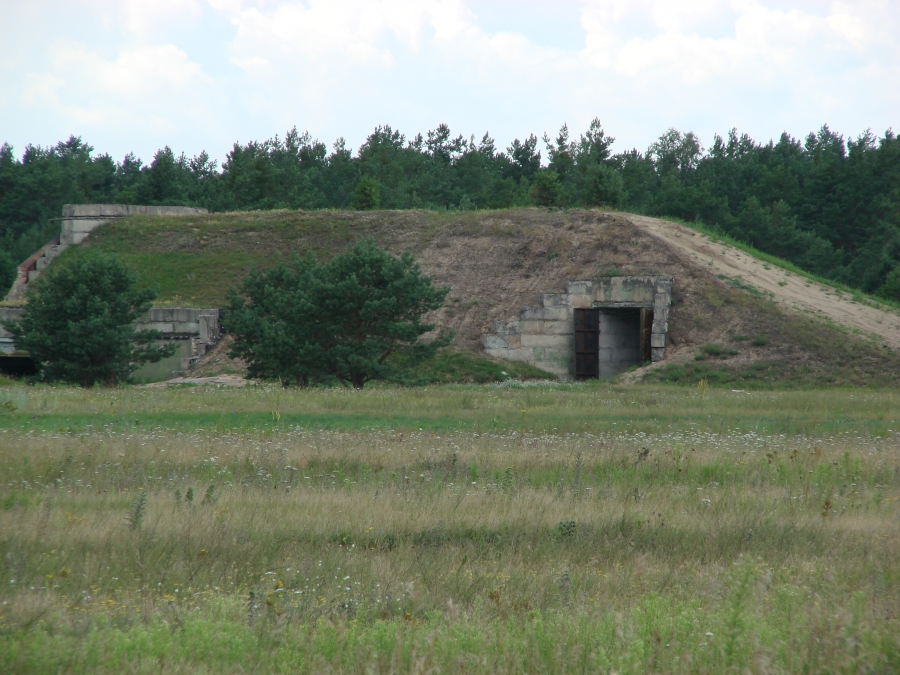
Seitenansicht eines Shelters, 2007